# Música da Austrália
A música da Austrália engloba desde as manifestações dos aborígenes até representantes da música atual como AC/DC, passando pela música tradicional australiana, muito influenciada pela música folclórica de seus colonizadores e imigrantes, e também pela música clássica, que produziu alguns nomes de reconhecimento mundial.

## Música aborígene

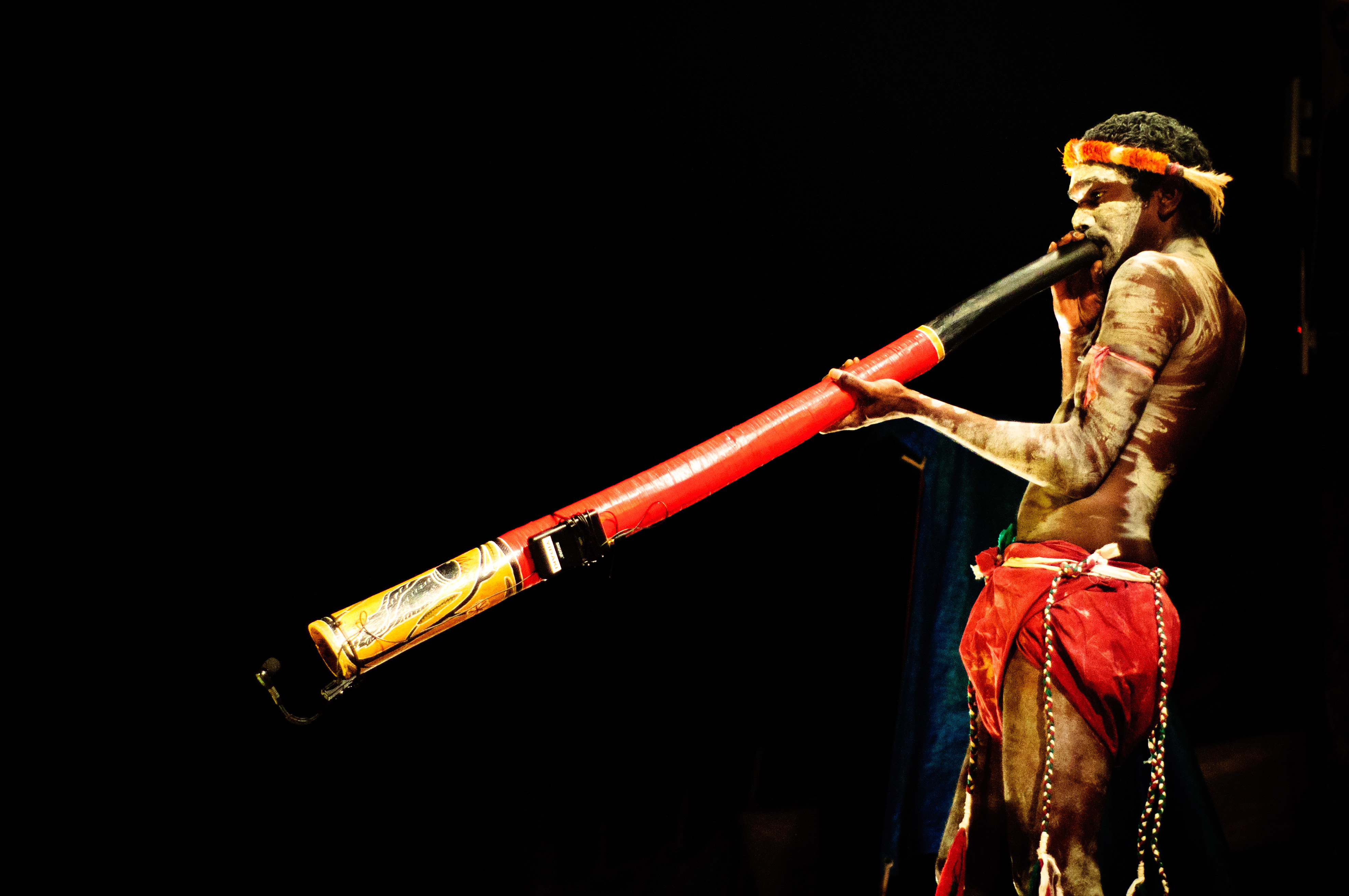
Um aborígene tocando um didjeridu.

A música dos aborígenes australianos tem papel fundamental na transmissão dos valores dos clãs e também na comunicação com entidades sobrenaturais, sendo usada também como entretenimento. A música é essencialmente vocal e muito complexa em termos de ritmo, sendo sustentada por instrumentos como o didjeridu, o claquete e partes dos corpos dos músicos. A música aborígene foi intensamente afetada pela colonização britânica, que levou muitas tradições ao desaparecimento completo.

## Música tradicional

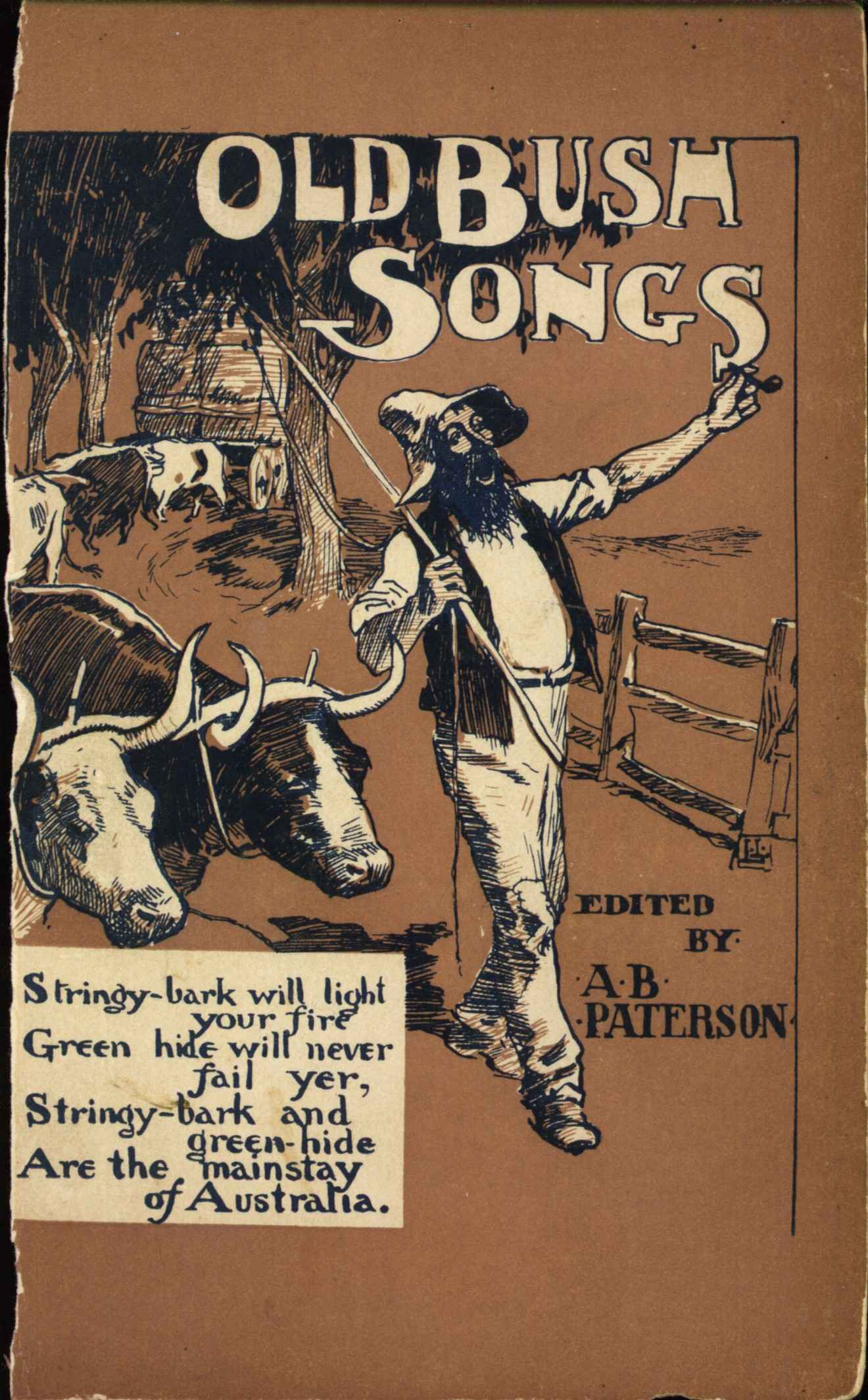
Capa de The Old Bush Songs, uma coletânea de "baladas bush" editada por Banjo Paterson em 1905 (a edição da imagem é do ano seguinte).

A música tradicional australiana começou a se desenvolver nas colônias penais estabelecidas no então território britânico e também durante a corrida do ouro dos anos 1850.
Essa música era influenciada pela música folclórica da Inglaterra, da Escócia e da Irlanda, englobando ainda músicas dos primeiros colonizadores dos Estados Unidos, com a qual dividiu notáveis semelhanças.
As canções podem ou não ter um autor definido; quando o autor é conhecido, costuma-se utilizar o termo "balada bush" para designar o tipo de música.
Versões australianas de músicas preexistentes costumavam perder a variedade melódica por conta do uso do piano e do violão para o acompanhamento harmônico e também porque os executantes, muitas vezes amadores, costumam modificar as linhas para se adequarem à sua habilidade mais modesta. Inicialmente, o acompanhamento era feito pelo acordeão e pela concertina, que se limitavam a duplicar a linha melódica.
Algumas das canções mais notórias desse período são "Moreton Bay" e "Jim Jones at Botany Bay". Uma testemunha descreveu ter visto, em 1827, um navio com condenados que usavam suas próprias correntes para criar ritmos para os quais dançavam e cantavam.
Durante a era dos fora-da-lei como Ned Kelly, outras músicas surgiram, como "Bold Jack Donablue", "The Wild Colonial Boy", "The Banks of Condamine", "Queensland Drover" e a mais conhecida de todas, "Waltzing Matilda".

## Música clássica

A consagrada cantora australiana de ópera Nellie Melba em 1925.

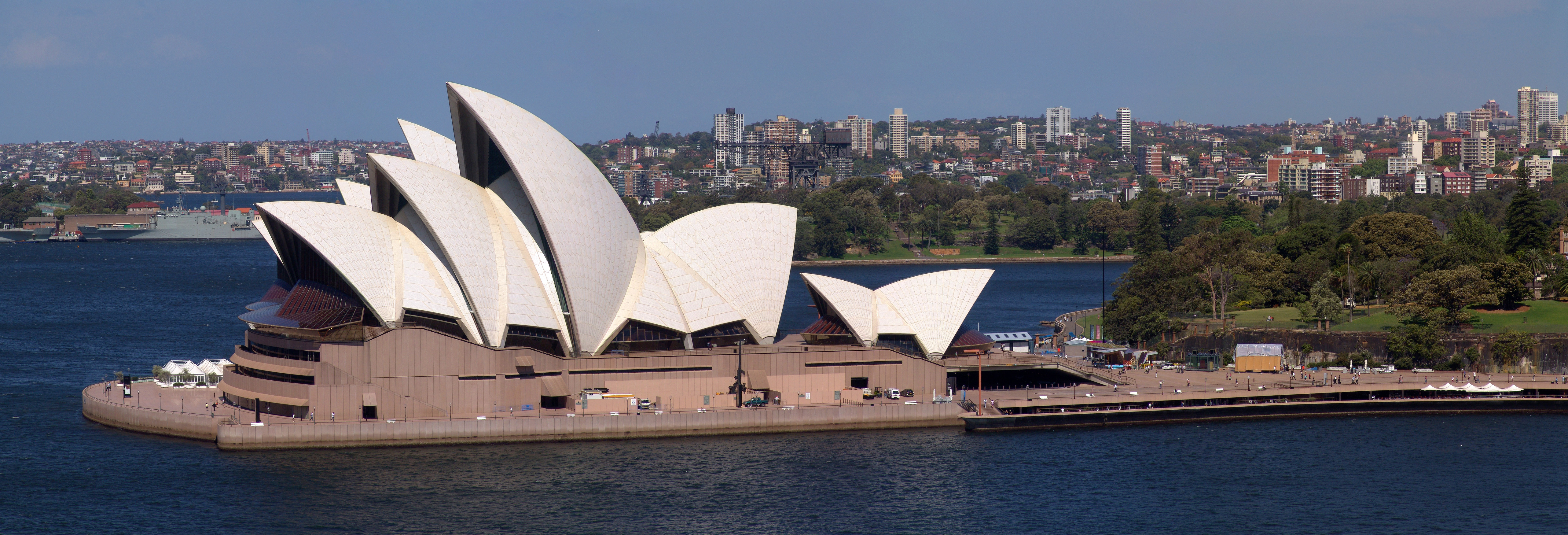
A Casa da Ópera de Sydney

A primeira música europeia não-folclórica a ser ouvida na Austrália foi aquela praticada por bandas militares, e as primeiras composições nesse sentido provavelmente foram parte do "Repertório de Quadrilhas para a Austrália" divulgada no Sydney Gazette em 1825.
O primeiro compositor a fazer contribuições substanciais à música clássica australiana foi o inglês Isaac Nathan, que veio ao país fugindo de dívidas em sua terra natal e foi um dos primeiros a tentar transcrever a música aborígene. Outros imigrantes ingleses que se estabeleceram na Austrália foram William Vincent Wallace e John Phillip Deane. Auxiliaram no processo de fortalecimento dessa música a imigração de vários organistas ingleses e o estabelecimento de corais amadores inspirados nos grupos ingleses.
O primeiro compositor notório nascido em solo australiano foi Alfred Hill, e a ele sucederam outros nomes como Percy Grainger, Henry Tate, Arthur Benjamin, John Antill, Eugene Aynsley Goossens, Miriam Hyde, Margaret Sutherland, Roy Agnew, Clive Douglas, Raymond Hanson e Dorian le Gallienne.
No século XX, destacaram-se Felix Werder, Eric Gross, Don Banks, Malcolm Williamson, Peter Sculthorpe, Larry Sitsky, Nigel Butterfly, Richard Meale, George Dreyfus. As cantoras de ópera australianas Nellie Melba e Joan Sutherland alcançaram renome internacional.

## Rock e heavy metal

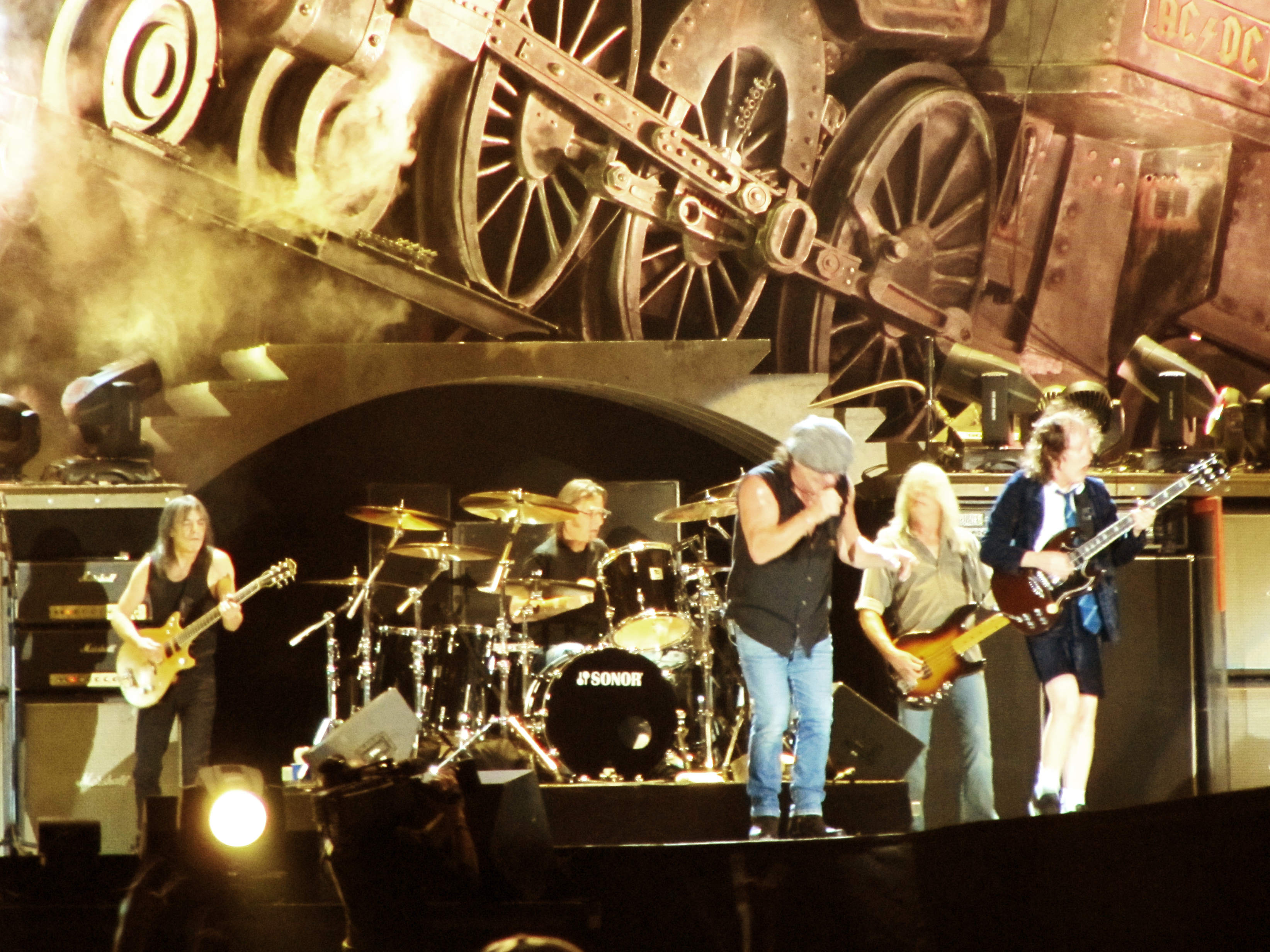
O AC/DC é o nome musical australiano mais bem-sucedido comercialmente e um dos que mais venderam discos mundialmente.

A Austrália deu origem a várias bandas consagradas do rock e do heavy metal, como o The Easybeats, considerados a maior banda australiana dos anos 1960; AC/DC, que escreveram alguns dos maiores hinos do rock and roll mundial; Rose Tattoo e seu blues; The Angels e Radio Birdman, associados ao punk; Midnight Oil e seu rock ativista; os diversos Nick Cave and the Bad Seeds; o grunge do Silverchair e outros nomes como Cold Chisel e You Am I.
A cena recente australiana tem nomes que chamaram a atenção da imprensa especializada, como Alex Lahey, The Amity Affliction, Cursed Earth, Hands Like Houses, Hellions, In Hearts Wake, Northlane, Pagan, Parkway Drive, Portal, Press Club, Psycroptic, Slowly Slowly, Stand Atlantic, Tonight Alive e Trophy Eyes.